# 席栓柱
席栓柱（1965年5月—），男，河南上蔡人，中共党員，陆军少将，中华人民共和国政治、军事人物。

## 生平
曾服役于中國人民武裝警察部隊第二機動總隊的雪豹突擊隊，歷任北京市第十五屆人民代表大會代表、武警北京總隊副司令員，曾經赴伊拉克执行中国驻伊使馆安全警卫任务2023年1月，自武警系統調任吉林省军区司令员，其后于2023年5月兼任中共吉林省委常委、吉林省第十四屆人民代表大會代表。

## 軍銜晋升
2019年12月9日，時任武警北京總隊副司令員的席栓柱升任少將警銜。